# Приречный (Оренбургская область)
Приречный — посёлок в Первомайском районе Оренбургской области. Входит в состав Фурмановского сельсовета.

## География
Расположен на левом берегу реки Башкирка у южной окраины посёлка Фурманов, в 17 км к северу от посёлка Первомайский, в 92 км к юго-западу от Бузулука и в 240 км к западу от Оренбурга.
По окраине посёлка проходит автодорога Соболево (Р246) — Тюльпан, от неё отходит дорога к посёлку Башкировка.
На юге недалеко от посёлка ведётся добыча нефти (Росташинское месторождение).

## История
В 1966 г. Указом Президиума ВС РСФСР поселок отделения № 1 совхоза «Мансуровский» переименован в Приречный.

## Население
| 2010 |
| ---- |
| 199  |